# Тихановский, Иосиф Андреевич
Иосиф Андреевич Тихановский (1810—1884) — русский генерал, участник Кавказских походов.
Происходил из дворян Смоленской губернии, родился 1 апреля 1810 года. По окончании образования в Дворянском полку поступил 15 апреля 1829 года прапорщиком в 7-й егерский полк и отправился в Турцию на театр военных действий, где находился с 13 июня 1829 года по 3 марта 1830 года. Через два года перевёлся в 49-й егерский, с которым принял участие в усмирении Польского восстания 1831 года и был награждён Польским знаком отличия «За военное достоинство» 4-й степени. Через два года, после переформирования 49-го егерского полка, Тихановский был переведён в Волынский пехотный полк и направился на Кавказ, где неоднократно принимал участие в стычках с горцами.
Подполковник с 31 октября 1853 года, командовал резервным батальоном Навагинского пехотного полка. 8 июля 1859 года был произведён в полковники и назначен командиром 6-го резервного батальона Тенгинского пехотного полка. В 1863 году батальон с его командиром вошёл в состав 157-го пехотного Имеретинского полка, в котором Тихановский оставался до назначения 24 марта 1868 года командиром Свеаборгского крепостного полка.
13 декабря 1874 года Тихановский за отличие по службе был произведён в генерал-майоры с зачислением в запасные войска, в которых состоял девять лет до зачисления в запас армейской пехоты. Скончался  28 февраля 1884 года (исключен из списков связи со смертью был только 11 августа), похоронен в Санкт-Петербурге на Смоленском православном кладбище. 
Среди прочих наград Тихановский имел ордена:
- Орден Святого Станислава 3-й степени (1843 год)
- Орден Святой Анны 2-й степени (1850 год, императорская корона к этому ордену пожалована в 1868 году)